# شمشیر نادرشاه

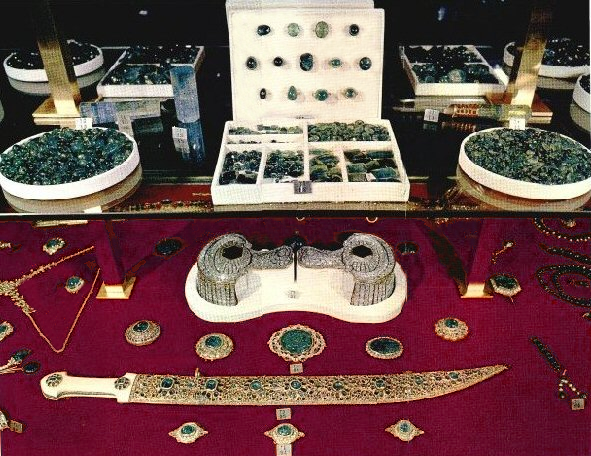
شمشیر نادرشاه

شمشیر نادرشاه به شمشیر جواهرنشان نادرشاه (ح. ۱۷۳۶–۱۷۴۷) اشاره دارد. این شمشیر در تهران، ایران واقع شده‌است. در دوره فتحعلی‌شاه (ح. ۱۷۹۷–۱۸۳۴) روی این شمشیر حکاکی‌هایی انجام و بدان تزئیناتی افزوده شد. غلاف شمشیر با الماس پوشیده شده‌است. تاریخ‌نگار امروزی مایکل اکسورثی اشاره می‌کند که «نادر در موارد متعددی برای توصیف خود، خویش را به شمشیر تشبیه می‌کرد.»
این تصویر در هیچ‌یک از تصویرهای فتحعلی‌شاه موجود نیست. محمدشاه، جانشین او، در یک نقاشی دیواری در اتاق مرمر کاخ گلستان این شمشیر را سوار بر اسبی به همراه دارد.
پشت شمشیر و غلاف آن تصویری از شاه بر روی دسته به همراه چند بیت شعر و تصویر دو تن از پسرانش را نشان می‌دهد.